# Ochsenwerder Schöpfwerksgraben
L'Ochsenwerder Schöpfwerksgraben o canal de l'estació de desguàs d'Ochsenwerder és un wettern al barri d'Ochsenwerder dels Marschlande a l'estat d'Hamburg (Alemanya).

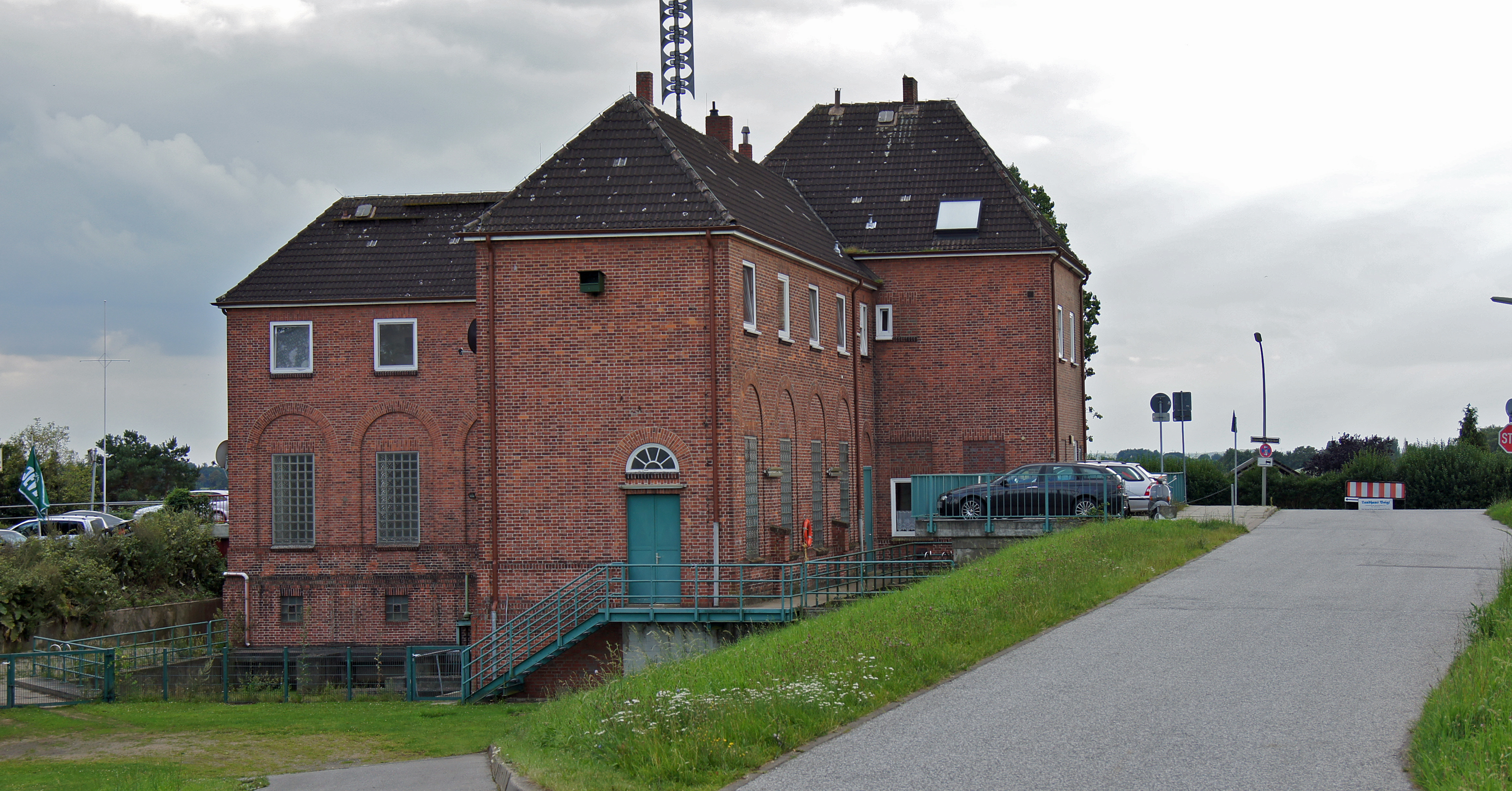
Estació de desguàs a la desembocadura al Gose Elbe

Aquest canal transversal nord-sud connecta l'estació de desguàs al Gose Elbe a ambdós canals col·lectors que desguassen els pòlders del poble d'est a oest: l'Ochsenwerder Südlicher Sammelgraben i l'Ochsenwerder Nördlicher Sammelgraben.